# 243e régiment d'infanterie
Le 243e régiment d'infanterie (243e RI) est un régiment d'infanterie de l'Armée de terre française constitué en 1914 avec les bataillons de réserve du 43e régiment d'infanterie. Dissous pendant la Première Guerre mondiale, il est recréé dans les années 1980 comme unité de réserve avant d'être définitivement dissous en 1996.

## Création et différentes dénominations
- Août 1914 : 243e régiment d'infanterie
- Juin 1916 : Dissolution
- 1979[réf. nécessaire] : 243e régiment d'infanterie
- 1996 : dissolution

## Chefs de corps
- août 1914 : lieutenant-colonel Quiquandon[1]
- janvier 1915 : lieutenant-colonel Gueilhers[2]
- septembre 1915 : lieutenant-colonel de Guillebon[3] (jusqu'à la dissolution du régiment[4])

- Dans les années 1980, son chef de corps est le commandant en second du 43e RI[5].

## Historique des garnisons, combats et batailles du243eRI

### Première Guerre mondiale

#### Affectation
- 51e division d'infanterie d'août 1914 à juin 1916.

#### 1914
Mobilisé à Lille à partir du 43e RI (à la mobilisation, chaque régiment d'active créé un régiment de réserve dont le numéro est le sien plus 200), il est rattaché à la 101e brigade de la 51e DI. Il est constitué de deux bataillons, le Ve et le VIe.
Il est envoyé dans les Ardennes pour la Bataille des Frontières puis se replie jusque sur la Marne, avant de reprendre sa marche en avant avec le « miracle de la Marne ». Le 243e RI tient les lignes dans les environs de Reims,.

#### 1915
Du 10 au 13 juin, le 243e RI participe à l'attaque de diversion au sud d'Hébuterne (Pas de Calais). Le Ve bataillon est cité à l'ordre de l'armée.

#### 1916
Lors de l'attaque allemande du 21 février 1916 sur Verdun, le 243e RI tient les lignes entre Bezonvaux et les Jumelles d'Ornés (Herbebois). Il participe, comme ses voisins les chasseurs de Driant, à retarder l'avancée des troupes allemandes jusqu'au fort de Douaumont[réf. nécessaire].
Il est dissous en juin 1916, le Ve bataillon devient le IVe bataillon du 233e RI et le VIe bataillon devient le IVe du 327e RI.

### Régiment de réserve
Le régiment est recréé en 1979 comme régiment de réserve dans la région de Lille, dérivé du 43e RI. À la mise en place des divisions militaires territoriales, le régiment devient le régiment de la 21e DMT de Lille. Il est dissous en 1996.

## Traditions

### Drapeau

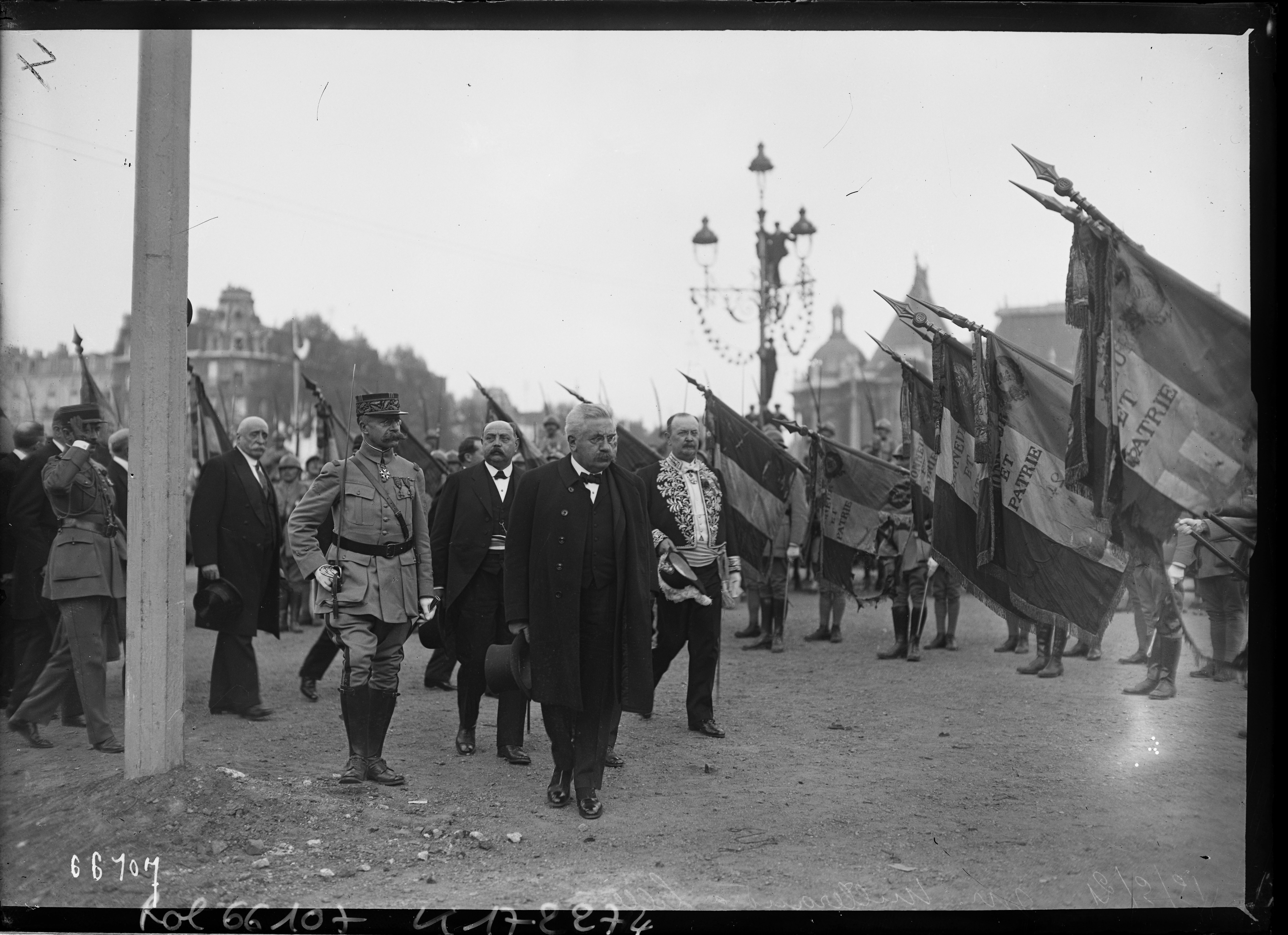
Le drapeau du (3e en partant de la gauche) salue le président Millerand à Lille en 1921.

Il porte, cousues en lettres d'or dans ses plis, les inscriptions suivantes :
- Artois 1915
- Verdun 1916

Le régiment n'a pas été cité et ne porte pas de décorations sur son drapeau.

### Devise
« Tout ou rien »

## Personnages célèbres ayant servi au243eRI
- Auguste Thin

## Sources et bibliographie
- Historique du 243e Régiment d'Infanterie, campagne 1914-1918, Berger-Levrault (lire en ligne)